# Dibole
Dibole (auch Babole und Süd-Bomitaba) ist eine Bantusprache und wird von circa 4000 Menschen in der Republik Kongo gesprochen. 
Sie ist im Departement Likouala in 16 Ortschaften des Distrikts Epena verbreitet.
Dibole wird in der lateinischen Schrift geschrieben.

## Klassifikation
Dibole bildet mit den Sprachen Bomitaba, Bongili, Mbati, Ngundi und Pande die Ngundi-Gruppe. Nach der Einteilung von Malcolm Guthrie gehört Dibole zur Guthrie-Zone C20.
Dibole hat die Dialekte Dzeke, Kinami und Bouanila.